# هووزدتس (ناحیه بروون)
هووزدتس (به چکی: Hvozdec) یک منطقهٔ مسکونی در جمهوری چک است که در ناحیه بروون واقع شده‌است. هووزدتس ۳٫۸۲ کیلومتر مربع مساحت و ۲۵۶ نفر جمعیت دارد و ۵۱۶ متر بالاتر از سطح دریا واقع شده‌است.